# أبو منجل برتقالي العنق
أبو منجل برتقالي العنق(Theristicus caudatus) وكذلك يسمى أيضا أبو منجل أبيض الحنجرة وهو الذي ينتمي إلى جنس Theristicus والذي ينتمي إلى فصيلة أبو منجليات، وتم العثور عليه في نطاق واسع في البيئات الواسعة في شمال وشرق أميركا الجنوبية.وتضمنت قائمة السلالات النوع الأخر وهو أبو منجل أسود الوجه ووضعه كسلالة ،ولكن تم نزعه من القائمة بعد تباين وشك في توحد النوعين وذلك بسبب تقارب النوعين ببرة أجزاء من قارة أميركا الجنوبية كما أن هناك اختلاف في الصدر فبينما برتقالي العنق لونه صدره بني محمر فهو لدى أسود الوجه أبيض مصفر، ويفتقر إلى تباين كبير في بقع الجناحين.

## الوصف
- إنها بطول إجمالي حوالي 75 سنتيمترا.الرقبة لونها بني وبرتقالي مصفر ،البطن وأسفل الجناحين رمادي، وهناك بقعة بيضاء كبيرة مخفية تظهر إلا في حالة فرار الطائر.
- الساقين حمراء اللون والمنقار والمناطق المحيطة بالعينين رمادي ،أما العين فهي حمراء اللون.ويتميز المنقار برافعاته.

## مناطق تواجدها
- أبو منجل برتقالي العنق تتواجد في نطاق واسع بالبيئات المفتوحة بما في ذلك الحقول والمستنقعات والسافانا والأراضي العشبية، تم العثور على السلالة في جميع أنحاء أمريكا الشمالية والوسطى والجنوبية في كولومبيا، وفنزويلا، وغيانا والبرازيل وفي جنوب وشرق وشمال بوليفيا، باراغواي، وأوروغواي وشمال الأرجنتين. وتكاد تنحصر في المناطق الاستوائية وشبه الاستوائية المنخفضة الأكثر دفئا،

ولكن محليا فهي تمتد إلى المرتفعات (وإن لم يصل إلى ارتفاع الذي وصله طائر أبو منجل ،وهي من الطيور المقيمة رغم أنه تم تسجيل هجرات محلية نحو بنما ،ويقدر عدد سكانها ب 25،000 إلى 100،000، وتعتبر من الحيوانات الغير المهددة.

## الغذاء
- تتكون حمية هذه أساسا من الحشرات والعناكب والضفادع والزواحف والقواقع واللافقاريات والثدييات الصغيرة.

التكاثر
- غالبا ما تضع الأنثى 2-4 بيضات في عش مصنوعة من أغصان وفروع في شجرة.